# Walk On By
«Walk On By» (с англ. — «Пройди мимо») — песня американской певицы Дайон Уорвик. В её оригинальном исполнении была сначала издана отдельным синглом в апреле 1964 года, потом вошла в появившийся на прилавках в августе альбом Make Way for Dionne Warwick.
Авторы песни — Берт Бакарак (музыка) и Хэл Дэвид (слова).

## История
В США в оригинальном исполнении Уорвик песня в 1964 году поднялась на 6 место чарта Billboard Hot 100. Также песня была номинирована на «Грэмми» (церемония 1965 года) в номинации «Лучшая запись в стиле ритм-энд-блюз».
В 1969 году песню перепел Айзек Хейз. Его версия достигла 30 места в чарте Billboard Hot 100 и 13 места в жанровом ритм-н-блюзовом чарте того же журнала «Билборд».
С тех пор песня в перепевках разных исполнителей попадала в чарты много раз в разных странах.

## Премии и признание
В 2004 году журнал Rolling Stone поместил песню «Walk On By» в исполнении Дайон Уорвик на 70 место своего списка «500 величайших песен всех времён».
В списке 2011 года песня также находится на 70 месте.

### Чарты
| Чарт (1964)                        | Наив. поз. |
| ---------------------------------- | ---------- |
| США (Billboard Hot 100)            | 6          |
| США (Cashbox R&B)                  | 1          |
| США (Billboard Adult Contemporary) | 7          |
| UK Singles Chart                   | 9          |

## Другие версии
Алиша Киз записала хип-хоп-версию песни на мульти-платиновом альбоме 2003 года The Diary of Alicia Keys.